# سیارک ۲۳۹۳۷
سیارک ۲۳۹۳۷ (به انگلیسی: 23937 Delibes، نامگذاری:1998TR15) بیست و سه هزار و نهصد و سی و هفتمین سیارک کشف شده‌است که در ۱۵ اکتبر ۱۹۹۸ کشف شد.
قدر مطلق سیارک برابر ۱۲.۳ است.